# A Magyar Kultúra Lovagjai 2007
A Magyar Kultúra Lovagja 2007. évi kitüntetettjei

## Egyetemes Kultúra Lovagja
299.	 Ove Berglund (Stockholm, Svédország) író, fordító, „A magyar kultúra külföldi népszerűsítéséért”
300.	 Wolfgang Plagge (Bekkestua, Norvégia) zeneszerző, zongorista, „A nemzetközi kulturális kapcsolatok ápolásáért”
301.	 Sütő András (Marosvásárhely, Románia) író, „A határon túli magyar irodalom érdekében kifejtett életművéért”

## Posztumusz A Magyar Kultúra Lovagja
302.	Táncsics Mihály (Budapest) író-politikus, „A magyar kultúra fejlesztése érdekében kifejtett életművéért”
303.	Vertel József (Budapest) bélyegtervező grafikus, „Az alkalmazott grafika gazdagítása érdekében kifejtett életművéért”

## A Magyar Kultúra Lovagja
304.	 Anker Antal (Budapest) karnagy, „A magyar zenekultúra ápolása érdekében kifejtett életművéért”
305.	 Balázs Antal (Rákóczifalva) restaurátor, „Egyháztörténeti és művelődésszervezői munkásságáért”
306.	 Béresné Szöllős Beatrix (Budapest) cimbalomművész, „A magyar népzene ápolása érdekében kifejtett életművéért”
307.	 Bicskei Kiss László (Budapest) színházi rendező, „A kortárs színházkultúra fejlesztéséért”
308.	 Borbíró Lajos (Füzesgyarmat) pedagógus, „A helytörténet ápolása érdekében kifejtett életművéért”
309.	 Both Aranka (Székelyudvarhely, Románia) tanító, „A magyar kultúra határon túli ápolásáért”
310.	 Dániel József (Újvidék, Szerbia) nyomdász, „A határon túli magyar közművelődés támogatásáért”
311.	 Dr. Fehér Zoltán (Bátya) tanár, „A kárpát-medencei néprajzi hagyományok gyűjtéséért”
312.	 Gaal György Elemér (Kolozsvár, Románia) író, „A magyar kultúra határon túli ápolása érdekében kifejtett életművéért”
313.	 Prof. Dr. Gadányi Károly (Szombathely) egyetemi tanár, „A szláv és a magyar nyelvtudomány fejlesztéséért”
314.	 Gergely Imre (Budapest) kultúraszervező, „A magyar kézművesség fejlesztéséért”
315.	 Glöckler János (Bátaszék) koreográfus, „A magyarországi német nemzetiség kultúrájának ápolásáért”
316.	 Dr. Györgypál Katalin (Budapest) író, költő, lapszerkesztő, „A kortárs irodalom fejlesztéséért”
317.	 Horváth Győző (Páli) tanár, „Néprajzi hagyományok ápolásáért”
318.	 Hosszú László (Zengővárkony) üzemmérnök, „A közművelődés fejlesztéséért”
319.	 Kasza Imre (Lund, Svédország) képzőművész, „Kortárs képzőművészet nemzetközi fejlesztéséért”
320.	 Komjáthy Kálmán (Körmend) helytörténész, „A közművelődés fejlesztéséért”
321.	 Kégl Antal (Budapest) művelődésszervező, „A magyar kultúra ápolása érdekében kifejtett életművéért”
322.	 Kolti Helga (Balatonfüred) színész, kultúraszervező, „A magyar irodalom és színházművészet fejlesztéséért”
323.	 Kovács Imre (Ősi) festőművész, „A közművelődés fejlesztéséért”
324.	 Likó János (Zágráb, Horvátország) építőmérnök, „A magyar kultúra határon túli ápolásáért”
325.	 Mucsina Gyula (Terény) tanító, „A közművelődés fejlesztéséért”
326.	 Rosengart Béla (Budapest) képfaragó, „Az ősmagyar kultúra bemutatása érdekében kifejtett életművéért”
327.	 Szabó Lajos Zoltán (Terroux, Svájc) ny. alezredes, „A magyar kultúra külföldi népszerűsítése érdekében kifejtett életművéért”
328.	 v. Szilágyi Árpád József (Szeged) kultúraszervező, „A kulturális örökség ápolásáért”
329.	 Szőcs Lajos (Korond, Románia) helytörténész, „Néprajzi gyűjtőmunkájáért, ápolásáért”
330.	 Varga Gézáné (Győrvár) pedagógus, „A közművelődés fejlesztéséért”
331.	 Vinczéné Szilágyi Melinda (Csenger) énektanár, „A zenei hagyományok ápolásáért”
332.	 Dr. Vraukóné Lukács Ilona (Nyíregyháza) könyvtáros, „A nemzetközi kulturális kapcsolatok fejlesztéséért”
333.	 Vukics Ferenc (Szentendre) százados, „A magyar katonai hagyományok ápolásáért”
A Tanácsadó Testület javaslatára – Sigrid Boese Pirschel a Kultúra Lovagja (alapító lovag) elhunyta miatt – a Falvak Kultúrájáért Alapítvány Emma Nyejzsmák Vaszilevna (Rahó, Ukrajna) Magyar Kultúra Lovagjának Egyetemes Kultúra Lovagja (alapító lovag) címet adományozott. 
A Kultúra Lovagrendje 2006. évben Horváth Ágota, Baranyai Lajosné és Hadobás Pál Magyar Kultúra Apródjai részére a Magyar Kultúra Lovagja címet adományozta.